# Acheloma
Acheloma (Acheloma cumminsi) – rodzaj temnospondyla z rodziny Trematopidae.
Żył w okresie wczesnego permu na terenach obecnej Ameryki Północnej. Jego szczątki znaleziono w USA (w stanie Teksas).